# Spužva Bob Skockani (lik)
Spužva Bob Skockani (eng. SpongeBob Squarepants) je glavni lik američke Nickelodeonove crtane serije "Spužva Bob Skockani". Kreirao ga je Stephen Hillenburg, a glas mu je posudio Tom Kenny. Prvi put se pojavio u prvoj epizodi serije, "Tražimo kuhara", čija je premijera bila 1. svibnja 1999.
Spužva Bob je vesela spužva koja živi u ananasu u Bikini dolini. Radi u Rakovoj poslastici, a ostatak dana provodi s prijateljima Patrikom, Lunom i Kalamarkom. Spužva Bob je glavni lik i pojavio se u svakoj epizodi serije, ali u nekima su više pažnje dobili drugi likovi, kao Koraljka u epizodi "Šoping cura Koraljka".

## Izgled
Spužva Bob je mala žuta spužva kockastog oblika, koja više odgovara izgledu kuhinjske nego morske spužve. Ima maslinasto-zelene rupe na sebi, kao i prave spužve. U starijim epizodama (sezone 1 i 2) Spužva Bob je bio širi gore, iznad očiju, te je postajao blago uži kako je išao prema dolje. U novijim epizodama ima normalan kockasti oblik.
Spužva Bob ima vesele, bistre i jarkoplave oči, dug i šiljast nos i usta s dva zuba koja vire van i kad su usta zatvorena. Ima dva obraza, a na svakom se nalaze po tri pjegice. Iako se to ne vidi, on ima kratku i sitnu žutu kosicu što piše na njegovoj vozačkoj dozvoli.
Spužva Bob ima svoju uobičajenu odjeću: bijelu majicu s crvenom košuljom, smeđe hlače s četiri crne crte i pojasom te bijele čarape sa svijetlo plavim i crvenim prugicama. Također, ima crne cipele s bijelim vezicama koje su uvijek zavezane, a u jednoj epizodi je čak i zaboravio kako ih vezati. Kad je na poslu u Rakovoj poslastici, nosi bijelu kapu s crnim dnom i malim plavim šiltom, na sredini koje je naslikano plavo sidro (vjerojatno zato što je Kliještić prije bio gusar i u mornarici. Spužva Bob ponekad spava samo u gaćama, a ponekad u normalnoj odjeći, što se pokazivalo u ranijim sezonama. Nakon 5. sezone počinje se pojavljivati Spužva Bobova svijetlo zelena pidžama s kapicom iste boje koju je nosio na glavi.
Također, i njegov glas se ponekad mijenja: ponekad je viši, a ponekad dublji.

## Osobnost
Spužva Bob je poznat u cijeloj Bikini dolini kao pomalo čudan, uvijek veseo, željan zabave, energičan, optimističan, ljubazan, pošten, vrijedan i pun povjerenja. Vrlo je uporan i učinit će sve da obavi zadatak koji u tom trenutku mora obaviti (obično neki koji mu da gospon 
Kliještić). Jako naporno radi u Rakovoj poslastici, ali uživa u tome i ne voli nedjelje. Također je pomalo teatralan i ljubazan prema svima. Vrlo je samouvjeren, a ponekad pokazuje i svoju nepošteniju stranu, ali za dobar cilj, recimo ako želi opet pomiriti g. Kliještića i Planktona. Spužva Bob također uvijek drami oko svega i preuveličava stvari, u tipičnim slučajevima: npr., u jednoj epizodi se rastužio i šokirao čim je doznao da je aparat za led pokvaren. To je samo jedan primjer.
Spužva Bob je vrlo ljubazan, nevin i pun povjerenja, i rijetko je oštar prema nekome, čak i prema onima koji ga nerviraju i ponašaju se loše prema njemu (kao ponekad Kalamarko). Vrlo je odan i jako je nesebičan. Recimo, u jednoj epizodi kad je Plankton glumio duha koji ispunjava želje, on bi sve tri želje poklonio prijateljima: Patriku, Kalamarku i g. Kliještiću. Nijednu nije zadržao za sebe. Unatoč tome, njegove akcije i poslovi često izluđuju neke ljude oko njega koje on smatra prijateljima, kao što su Kalamarko ili gospođa Pufnić.
Spužva Bob je vrlo strašljiv i lako se uplaši. Poznato je da se boji mraka i klaunova. U jednoj epizodi se bojao i strašne vožnje u Svijetu rukavica. Također je poznato da mrzi ljuti umak, makar se u jednoj epizodi iz osme sezone igrao s ljutim umakom bez većih problema.
Spužva Bob je nevin i vrlo naivan, pa ponekad ne može shvatiti da dovodi druge u opasnost ili ne može prepoznati laži, kao što su Planktonove u epizodama poput "Zabave". Također, on je pun povjerenja i vrlo je lakovjeran, što se vidi u epizodama poput "Spužva Bob naivac", gdje je neko vrijeme bio glavni u Rakovoj poslastici dok je g. Kliještić na pedikuri, a Kalamarko ga je odlučio prevariti i šaliti se s njim. Zbog toga ga ljudi poput Kalamarka, g. Kliještića ili Planktona lako izmanipuliraju; često ga Plankton uspije prevariti. Iako Spužva Bob zna da će on učiniti sve da ukrade formulu, ponekad ga Plankton uspije lako prevariti praveći se da mu je prijatelj. Iako je uglavnom dobar, vedar i jednostavan, Spužva Bob se ponekad može naljutiti. Tada može postati nešto grublji i oštriji, čak i prema najboljim prijateljima kao što je g. Kliještić. Ironično, Kalamarko je jedini lik na kojeg se Spužva Bob skoro nikad ne ljuti, osim na početku epizode "Imaš ča sitnog?" i tijekom epizode "Dah novog Kalamarka".
Ponekad čak Spužva Bob, unatoč svojoj ljubaznosti i dobroti, zna tjerati ljude da nešto naprave preko volje, kao u epizodi "Čari rodea" gdje je mjehurićima odveo građane Bikini doline u Teksas kako bi spasili Lunu od rodea (iako je zapravo nije trebalo spašavati). Također, na početku epizode "Odmor obitelji Skockani", poslao je pisma svim prijateljima obećavajući da će sve što vole biti kod njega (npr. Luni je napisao za znanstveni sajam, Lovri za natjecanje u dizanju utega...), samo da gledaju slike s njegovog odmora.
Iako Spužva Bob ima nekoliko pravih prijatelja, i većina građana Bikini doline (pogotovo mušterija Rakove poslastice) ga prijateljski i uljudno tretira, puno građana ga baš previše i ne voli. U epizodi "Otišli" iz šeste sezone doznajemo da su građani pokrenuli praznik poznat kao Nacionalni dan bez Spužva Boba. Ideja praznika je da se svi na jedan dan maknu od Spužva Boba kojeg smatraju iritantnim, ali su u epizodi to produžili nakon nekoliko tjedana. Išao je čak i Patrik, komentirajući kako svakome treba pauza od njegovog napornog smijeha. Na tom prazniku svi naprave veliki drveni kip Spužva Boba, spale ga i plešu na ostatcima. Ipak, Spužva Bobu to nije smetalo, jer je bio "inspiracija za praznik". G. Kliještić je prokomentirao praznik kao "cijeli dan posvećen njemu".

### Antagonizam
- U epizodi "Dostava pizze", Spužva Bob nije dao Kalamarku da pojede pizzu iako su završili u pustinji i skoro umrli od gladi.
- U epizodi "Lunina raketa", uvjeren od strane Patrika u postojanje vanzemaljaca, ukrao je Luninu raketu i s njim odletio u svemir; po povratku u Bikini dolinu, uhvatio je svakog građana Bikini doline (i Lunu) sumnjajući da su zli vanzemaljci. Skoro je uhvatio i Patrika.
- U epizodi "Zaposlenik mjeseca", bio je napet jer mu je g. Kliještić rekao da će ga Kalamarko možda zamijeniti kao Zaposlenika mjeseca. Zbog toga je Spužva Bob odlučio sabotirati Kalamarka. Međutim, on uopće nije htio dobiti nagradu; ironično, nakon toga se počeo jače truditi. Na kraju su njih dvojica, boreći se pred g. Kliještićem za nagradu, uništili cijeli restoran.[37]
- U epizodi "Walking Small", on je bio grub prema svima u Slanom plićaku, te ih je otjerao s plaže. Međutim, cijelo vrijeme je njime manipulirao Plankton, koji je htio otjerati kupače kako bi izgradio svoju "Mega Kanticu". Spužva Bob se ispričao svima i doveo ih natrag na plažu; ipak, ovo se može uzeti kao antagonistička uloga, barem na početku.
- U epizodi "Pritisak", on je, zajedno s Patrikom, Kalamarkom i g. Kliještićem, ismijavao Lunu jer je bila kopneni stvor, a ne morski (svađali su se oko toga). Četvorka je natjera Lunu da skine svoju kacigu, zbog čega je ona mogla ostati bez zraka i umrijeti (ali, srećom, nije, te je kasnije spasila četvorku nakon čega su se pomirili).
- U epizodi "Mornarska usta", Spužva Bob i Patrik su koristili loše i neprimjerene riječi (ali nisu znali pravu istinu o tome, što ih može opravdati).
- U epizodi "Samo jedan griz", pokušavao je natjerati Kalamarka da pojede rakburger, iako on to nije htio.
- U epizodi "Čovjek sirena i Dječak školjka IV", odlučio je ipak ne vratiti Čovjeku sireni njegov pojas, te je smanjio Kalamarka kad je pokušao nazvati Čovjeka sirenu na telefon. Ipak, sebično je odbio pozvati Čovjeka sirenu u pomoć, ne želeći da ga izbace iz kluba obožavatelja. Na kraju je smanjio sve građane Bikini doline i na kraju sebe, te njihov grad. U odnosu na njih Plankton se činio kao div.
- U epizodi "Imaš ča sitnog?", ljutito je zgrabio g. Kliještića za vrat kako bi ga natjerao da opet zaposli Kalamarka.
- U epizodi "Kliještić borg", mislio je da je g. Kliještić robot nakon što je sinoć pogledao horor film o robotima. Pokušavao je uvjeriti Kalamarka u to. Nakon što je Kalamarko povjerovao (vidjevši g. Kliještića s crvenim očima, hvataljkom u ruci i baterijom u džepovima nakon manjeg incidenta), zajedno su svezali Kliještića u njegovom uredu i mučili ga. Na kraju, kad je shvatio da je sve izmišljotina, pobjegao je i pustio Kalamarka da plati za sve.
- U epizodi "Dobrodošli na tulum kod Spužva Boba", presjekao je kabele u Kalamarkovoj kući kako bi ga natjerao da dođe na njegov tulum. Kasnije, kad je ostao zaključan izvan kuće, mislio je da je zabava uništena i pokušao ju je doista uništiti (iako je sve bilo u redu). Također, na početku zabave je bio opsjednut redom kojeg je napravio.
- U epizodi "Velika utrka puževa", maltretirao je Slavka previše jer je bio opsjednut pobjedom. Čak ga je tjerao da vježba i dok spava. Ipak, na kraju epizode se pokajao i shvatio sve što je napravio. Iako to nije napravio namjerno ni sa zlim idejama, može se uzeti kao antagonizam
- U epizodi "Mnogo šala", on i Patrik su kupili nevidljivi sprej i preplašili su sve u gradu praveći se da su duhovi. Čak su na kraju epizode pokušali zapaliti g. Kliještićev novac.
- U prvom Spužva Bob filmu, bio je grub prema g. Kliještiću jer ga nije imenovao menadžerom Rakove poslastice 2 (iako pod utjecajem sladoleda).
- U epizodi "Jeste li vidjeli ovog puža", zanemarivao je Slavka dok je odrađivao opaki izazov Prljavog mjehurića, te ga nije nahranio deset dana. Nakon toga ga je on napustio.
- U epizodi "Čovjek sirena i Dječak školjka VI: film", oštro je napao glumce koji su trebali glumiti njegove omiljene superjunake, jer je htio da pravi Čovjek sirena i Dječak školjka budu u filmu.
- U epizodi "Karate otok", ponašao se oholo prema Luni nakon što je okrunjen kao kralj karatea na tom otoku.
- U epizodi "Bummer Vacation", je bio ljut na Patrika jer je postao zaposlenik Rakove poslastice te se čak prerušio u njega samo da odradi taj dan.
- U epizodi "Na rubu suza", bio je ljubomoran na Patrika jer je dobio vozačku iz prve te ga je pokušavao ubaciti u nevolje s policijom. Bacio je vozačku na pod te ga je policija skoro uhitila zbog onečišćavanja. Ipak, na kraju se pokajao i preuzeo krivicu.
- U epizodi "Čekanje", Spužva Bob je bio toliko opsjednut besplatnom igračkom koju se može dobiti uz pahuljice da je bio grub prema prijateljima.
- U epizodi "Voljeti rakburger", bio je opsjednut najljepšim rakburgerom koji je ikad napravio, te nije dao kupcu da ga pojede i uništio je nekoliko školjaka koje su ga pokušali pojesti.
- U epizodi "Dah novog Kalamarka", bio je jako ljut na Kalamarka jer mu je preoteo nagradu za Zaposlenika mjeseca te ga je potjerao s njegove vlastite zabave.
- U epizodi "Fensi kuća", ozlijedio je Kalamarkovu nogu i uništio mu kuću, iako je zbog toga pobijedio u natjecanju.
- U epizodi "Život u danu", zagrijao se za opasan život te je skoro ubio sebe i Patrika, te su obojica zajedno s jastogom Lovrom završila u bolnici.
- U epizodi "Porozni džepovi", iznenada se obogatio i stavio novac ispred svega, pa i ispred prijateljstva s Patrikom. Patrik ga je upozorio da su svi u njegovom ananasu stranci, no on je rekao da su to prijatelji.
- U epizodi "Tajno društvo glavonožaca", on i Patrik su slijedili Kalamarka i otkrili se klubu, te su Kalamarka izbacili i "uništili mu jedinu preostalu stvar za koju je živio". Nakon toga su osnovali svoje tajno društvo, oteli Kalamarka i odveli ga na bolnu inicijaciju (meduza mora opeći jezik onog koji se želi pridružiti tom društvu).
- U epizodi "Kalamarkov posjet", ukrao je Kalamarkov usisavač samo kako bi ga on napokon posjetio.
- U epizodi "Zaškoljkan školjkom", razbio je Slavkov oklop te ga odveo kod Ljutog Josipa gdje je slomio sve oklope u dućanu i zaista naljutio Josipa. Na kraju je nabavio Slavkov oklop; ljušturu g. Kliještića (u zamjenu za novac), a Slavko ga je zaključao vani zbog svih problema koje je izazvao.
- U epizodi "Ananas groznica", nije dao gladnom Kalamarku da pređe crtu kako bi došao do hrane. Stoga je izazvao apsolutni sukob oko hrane.
- U epizodi "Kalamarko u Zemlji klarineta", Spužva Bob je puno puta dirao Kalamarkov klarinet iako mu je on rekao ne. Također je postavio razne zamke kroz koje je Kalamarko morao proći da dođe do klarineta, no zapravo ga je on uzeo van da pazi na njega.
- U epizodi "Čari rodea", oteo je sve građane Bikini doline i odveo ih u Teksas da "spase" Lunu od rodea.
- U epizodi "Gruba strana", kad Spužva Bob nije mogao reći "ne", nabavio je grubu stranu, ali ona je prevladala te je zbog nje postao grub i nepristojan. Ipak, Spužva Bob to nije htio, pa se ne mora računati kao antagonizam.
- U epizodi "Drugi rakburger", otvorio je restoran samo kako bi natjerao g. Kliještića i Planktona da rade zajedno, protiv njihove volje. Na kraju, kad su njih dvojica otkrili da je to lažni recept, doista su se ujedinili, ali u lovu na Spužva Boba zbog svega što je učinio.
- U epizodi "Odmor obitelji Skockani", poslao je svim svojim prijateljima lažne poruke obećavajući im sve stvari koje vole u svom ananasu, ali zapravo ih je okupio samo da im pokaže slike sa svog odmora.
- U epizodi "Dome, slatka ruševino", ignorirao je Slavka dok je pokušavao popraviti svoj ananas.
- U epizodi "Tko još nije čuo za Rakovu poslasticu?", on i Patrik su uništili mnogo stvari reklamirajući Rakovu poslasticu, te su izazvali sudar za više auta zbog reklama na glavnoj cesti.

### Zločinačke uloge
- U epizodi "Zliburger", on i g. Kliještić su primili u restoran zdravstvenog inspektora. Međutim, na vijestima su vidjeli da se u gradu pojavio lažni inspektor koji obilazi restorane samo da dobije besplatni rakburger. Spužva Bob i g. Kliještić su kreirali opaki burger i dali ga inspektoru. Muha mu je ušla u usta te se on onesvijestio, no Spužva Bob i Kliještić su mislili da su ga ubili. Nakon toga odlučuju sakriti tijelo od policije, no policija nailazi, a inspektor nestaje. Na kraju inspektor oživi i da Rakovoj poslastici prolaznu ocjenu.[38]
- U epizodi "Prijatelj za Slavka", doveo je Slavku opakog ljubimca Čupavka u kuću. Zli ljubimac ga je pokušavao pojesti, no Spužva Bob je okrivljavao Slavka. Čak i kad je pokušao pojesti Slavka, Spužva Bob je rekao Slavku da Čupavka spusti dolje! Ipak, ubrzo je Čupavko napao Spužva Boba, a Slavko ga je spasio te su zajedno pobjegli. Spužva Bob je odveo Slavka u Rakovu poslasticu i rekao da više neće biti sam.[39]

### Žrtvene uloge
Spužva Bob u puno situacija zna biti žrtva, no neke su više, a neke manje ozbiljnije. Evo nekih ozbiljnijih situacija gdje je Spužva Bob bio nevina žrtva:
- U epizodi "Karate udarci", g. Kliještić je rekao Spužva Bobu da prestane s karateom. Međutim, kad je to rekao Luni, ona mu nije vjerovala i nastavila je karate. G. Kliještić je odmah otpustio Spužva Boba čim je došao, ali je Luna objasnila da je ona kriva i spasila stvar.
- U epizodi "Novi učenik zvjezdača", Patrik je pisao loše stvari o gđi Pufnić i stalno podmetao Spužva Bobu za sve. Spužva Bob je dobio kaznu, ali na kraju ju je dobio i Patrik.
- U epizodi "Stanko S. Skockani", Spužva Bobov rođak Stanko dolazi raditi u Rakovu poslasticu pošto se Kalamarko odselio. Stanko je razbio mnoge stvari, uključujući i blagajnu, no Spužva Bob je rekao da je to njegova krivica kako bi spasio Stanka, pa ga je Kliještić stavio na probni rok. Ipak, na kraju ni on više to nije mogao podnijeti te je priznao sve, a Kliještić je poslao Stanka k svom neprijatelju Planktonu u Kantu splačina, koju je Stanko odmah digao u zrak.[40]
- U epizodi "Dobrodošli na tulum kod Spužva Boba", Spužva Bob je ostao zaključan vani tijekom svog tuluma. Na kraju ga je policija uhitila jer ih nije pozvao na zabavu, što je inače apsolutno legalno.
- U epizodi "Stisnut u stiskalu", Spužva Bob je zapeo u svom stiskalu iz kupaonice, a Patrik ga je zalijepio tako da Spužva Bob nije mogao ništa raditi. Kad se u gradu naljutio na Patrika zbog toga, građani Bikini doline su se odmah naljutili na njega zbog srdžbe i frustracije.

## Biografija

### Djetinjstvo
Spužva Bob je rođen 14. lipnja 1986. kao jedini sin Hrvoja i Margarete Skockani. U djetinjstvu je pohađao Školu Bikini doline, a kasnije i srednju školu. Zna se da je u djetinjstvu upoznao svog najboljeg prijatelja Patrika. Nije baš puno poznato o njegovom djetinjstvu.

### Doseljavanje u Ulicu ljuštura
Negdje prije 1999., samostalni Spužva Bob je odlučio sebi naći kuću. Turistička agentica mu je pokazala mnogo kuća, ali nijedna mu se nije svidjela. Međutim, u tom trenutku jedan ananas je pao s broda točno na Kalamarkov vrt, i Spužva Bob je odmah kupio kuću i doselio se u susjedstvo. To može biti uračunato kao jedan od razloga zašto Kalamarko ne voli Spužva Boba.

### Zapošljavanje u Rakovoj poslastici
U prvoj epizodi ikad, "Tražimo kuhara", vidimo Spužva Boba po prvi put. On je i tad, 1999. godine, živio u svom ananasu na adresi "Ulica ljuštura 124", u gradu Bikini dolini. I tad je imao ljubimca Slavka. U toj epizodi Spužva Bob se odlučuje zaposliti u Rakovoj poslastici, slavnom restoranu koji se nalazi na kraju iste ulice u kojoj Spužva Bob živi. Spužva Bob odlazi u Rakovu poslasticu, ali odmah doživi nezgodu i spotakne se na čavao. Pojavio se i g. Kliještić, crveni rak i šef restorana. Spužva Bob je rekao g. Kliještiću da će Kalamarko biti njemu podrška, no on je rekao "ne". Izmanipuliran od strane Kalamarka, g. Kliještić šalje Spužva Boba da nabavi nemoguće: hidrodinamičku špahtlicu s lijevim i desnim krilom na turbo pogon. On odlazi, a oni misle da su ga se riješili.
No, nakon toga se oko Rakove poslastice iznenada pojavljuje više autobusa s puno gladnih inćuna. Inćuni ubrzo napadnu Rakovu poslasticu jer su gladni, te je skoro demoliraju. G. Kliještić i Kalamarko misle da je ovo njihov kraj, no Spužva Bob dolazi s traženom hidrodinamičkom špahtlicom ("Morete vjerovati da su imali sam' jednu?"), te u nekoliko minuta ispeče stotine rakburgera, nahrani inćune i spasi Rakovu poslasticu. Inćuni odu, a Spužva Bob dobije posao.

### UpoznavanjeLune
U epizodi "Čajanka", Spužva Bob će napokon upoznati vjevericu Lunu. Jednog dana, Spužva Bob je odmarao na Poljima meduza i opušteno šetao. Iznenada je došao do neke litice i vidio Lunu kako se bori protiv velike školjke. Otvorio je knjigu i otkrio da je to vjeverica s kopna. Otišao je dolje i pomogao joj, a onda je Luna pomogla njemu. Zajedničkim radom su otjerali školjku daleko, te su se upoznali. Luna mu je dala kartu za doći do svoje kuće i pozvala ga na teksaški čaj s kolačićima. Međutim, ona je usput spomenula da je u njezinoj kupoli zrak.
Po povratku u Ulicu ljuštura, pitao je Patrika što je to zrak. Patrik mu je rekao da je to samo otmjeni govor (neki izraz) te da mora držati prstić gore. Spužva Bob je onda otišao u Luninu kupolu, no ubrzo mu je počelo biti loše zbog nedostatka zraka. Prvo, dok mu je Luna pokazivala drvo i ostale stvari, otišao je do bazenčića za ptice i popio svu vodu. Zatim joj je dao cvijeće, a ona ga je stavila u vazu. Dok je Luna otišla u svoju kuću u drvu po čaj, on je popio vodu iz vaze i pokušao pobjeći iz kupole. Ubrzo je došao i Patrik, no obojica su se onesvijestila. Kad se Luna vratila, od šoka su joj ispale čašice čaja. Nakon toga je vodom dovela Patrika i Spužva Boba u život, te im dala kacige s vodom. Otad su Spužva Bob i Luna jako dobri prijatelji.

### Spužva Bob danas
Danas Spužva Bob i dalje živi u Ulici ljuštura u Bikini dolini. Njegov prvi susjed je Kalamarko Kraković, koji živi u moaiju s Uskršnjih otoka. Spužva Bobu je Kalamarko jako drag, ali Kalamarku on ide na živce. Drugi susjed mu je Patrik Zvijezda koji živi ispod stijene. On je vrlo glup, ali je i Spužva Bobov najbolji prijatelj. Oni su često zajedno i svašta rade. I vjeverica Luna je dobra Spužva Bobova prijateljica. Oni često zajedno vježbaju karate ili rade nešto drugo.
Spužva Bob radi kao roštilj-kuhar u slavnom fast food restoranu Rakova poslastica, čiji je šef škrti rak Eugen Kliještić. U istom restoranu radi i Kalamarko kao blagajnik. Spužva Bob tamo peče rakburgere, popularne sendviče koje jedu svi u Bikini dolini. Njihovu tajnu formulu pažljivo čuva g. Kliještić u sefu u svom uredu, no njegov rival Šime Josip Plankton je uvijek želi ukrasti. Spužva Bob i g. Kliještić moraju čuvati formulu od njega. Inače, Spužva Bob jako voli svoj posao i radoholičar je. Zato ne voli nedjelje i inače je tužan kad god ne može na posao.
Također, valja napomenuti da Spužva Bob odlazi u školu brodarenja, pošto još nije dobio vozačku dozvolu i ne može voziti brod (podmorski ekvivalent autima). Učiteljica u toj školi je gđa Pufnić, koju Spužva Bob vrlo često nervira. U epizodi "Gospođo Pufnić, otpušteni ste", rečeno je da je Spužva Bob pao test preko milijun i dvjesto tisuća puta.
U slobodno vrijeme Spužva Bob se najčešće druže s Patrikom. Oni jako često rade stvari poput lova na meduze ili puhanja mjehurića, što izluđuje njihovog susjeda Kalamarka. Ipak, oni vide Kalamarka kao jako dobrog prijatelja. Također, Spužva Bobovi omiljeni superjunaci su Čovjek sirena i Dječak školjka, koje je upoznao više puta i čak im pomagao, a upoznao je i njihove neprijatelje (npr. Čovjeka Zraku).

## Sposobnosti i vještine
Iako je fizički slab, Spužva Bob ima puno raznih vještina i sposobnosti:
- Upijanje - pošto je spužva, može upiti bilo koju tekućinu (kao vodu ili mast), što može pomoći u nekim situacijama.
- Regeneracija - kao i prave spužve, Spužva Bob ima jaku moć regeneracije. Može u sekundi zamijeniti ruke, noge, oči i ostale dijelove tijela, što mu može pomoći u raznim situacijama.
- Pjevanje i sviranje - Spužva Bob je vrlo vješt pjevač, te je tijekom serije otpjevao mnogo pjesama (npr. "O, Rakova poslastice". Bio je vođa u pjevanju u epizodi "Kalamarkov bend". On, također, može svirati na svoj nos. Jako dobro svira i neke instrumente kao ukulele. U jednoj epizodi, on i Kalamarko su otišli na koncert njegovog idola i jazz-glazbenika Šaška. U toj epizodi su se ušuljali iza pozornice, te su zasvirali klarinet i ukulele u isti čas. Šaškov menadžer ih je pokušao otjerati, ali je došao Šaško i potvrdio da je klarinet loš, ali da su ukulele odlične, te je uzeo Spužva Boba i doveo ga na pozornicu da svira s njim.[45]
- Kuharske vještine - Spužva Bob je iznimno vješt kuhar. Peče rakburgere nevjerojatno brzo, po stotine pa i tisuće u minuti. G. Kliještić ga često naziva svojim "najboljim kuharom".
- Lov na meduze - Spužva Bob je sjajan lovac na meduze, te ih često lovi s Patrikom. U epizodi "Lovac na meduze" uhvatio je ama baš sve meduze u Poljima meduza osim jedne, što će reći više od deset milijuna.[46]
- Vještine za preživljavanje - viđeno u epizodi "Preživljavanje u prirodi".
- Puhanje mjehurića - Spužva Bob je iznimno vješt u puhanju mjehurića, te radi nevjerojatne stvari s njima. To je, uz lov na meduze, njegov i Patrikov omiljen hobi.
- Karate - Spužva Bob trenira karate s Lunom i obično mu vrlo dobro ide.
- Uništavanje - iako to ne zna, zbog loše vožnje Spužva Bob je odličan u uništavanju, što se vidi u epizodi "Budalaš za demoliranje". Pobijedio je u derbiju za demoliranje.

## Situacije opasne po život
Spužva Bobov život je većinom siguran i bezbrižan, osim na vozačkim testovima gdje skoro uvijek dovede gospođu Pufnić, a i sebe, u životnu opasnost. Ipak, Spužva Bob često dolazi u situacije opasne po život, počevši s prvim epizodama kao "Čajanka" pa sve do danas. Spužva Bob je, naravno, spužva pa ima veliku moć regeneracije, zbog čega većinu stvari lako preživljava. No, u nekim epizodama se baš nalazi u opasnim situacijama. Recimo, u epizodi "Zaleđene face" se skoro smrznuo i umro, a u epizodi "Obrana lignje" je eksplodirao u komadiće. U epizodi "Imao sam nezgodu" je skijajući slomio svoju stražnjicu, pa nije htio izlaziti iz kuće da se ne bi doveo u opasnost. Ipak, morao je izaći kad su zvijeri napale Patrika i Lunu.

## Obitelj

### Roditelji, bake i djedovi
Spužva Bobovi roditelji su Hrvoje i Margareta Skockani. Oni žive sami u svojoj kući te, za razliku od Spužva Boba čiji izgled više nalikuje kuhinjskoj spužvi, oni su malo zaobljeniji i imaju tamniju put, pa su sličniji morskim spužvama.
Spužva Bob ima svoju baku, inače Hrvojevu majku, koja se ponekad pojavljuje u seriji. Njezin muž se samo spominje nekoliko puta, a druga baka i djed baš i nisu viđeni. Baka Skockani živi u svojoj kući u Bikini dolini, koja je lijepo i otmjeno uređena. Spužva Bob je tamo često posjećuje.

### Rođaci
Spužva Bob također ima puno rođaka. Jedan od njih je Crni Džek, koji je inače crna ovca u obitelji te je bio u zatvoru. Manji je od Spužva Boba, ali ga uvijek gnjavi. Pojavljuje se samo u istoimenoj epizodi iz pete sezone.
Drugi poznati Spužva Bobov rođak je Stanko S. Skockani, kojeg Spužva Bob zove "rođak Stankec". Kao i Crni Džek, pojavljuje se u istoimenoj epizodi iz pete sezone i poslije više nikad. On je nespretan sin ujaka Zlatka i njegove žene. U toj epizodi on je više-manje uništio sve što je uspio. Spužva Bob mu je uspio naći posao u Rakovoj poslastici, ali je on uništio novac g. Kliještića i špahtlicu, a Spužva Bob je preuzeo krivicu na sebe. Ipak, na kraju se istina otkrila, te je g. Kliještić poslao Stanka da radi za Planktona, koji je to htio iskoristiti da uzme formulu, ali u prvim sekundama Stanko je digao Kantu splačina u zrak.
Spužva Bob ima i dva strica, braće njegovog oca Hrvoja. Jedan od njih je ujak Zlatko, koji se spominje u epizodi "Stanko S. Skockani" kao Stankov otac koji ga je poslao k Spužva Bobu. Drugi od njih je Plavi kapetan, brat Hrvoja i Zlatka te bivši policijski kapetan. K njemu je Spužva Bob išao kako bi zaštitio roditelje od Crnog Džeka u panici, ali je umoran stari ujak samo traži od Spužva Boba da radi.
Ipak, vjerojatno je da ima još nekog strica, strinu, ujaka ili ujnu. U jednoj videoigri koja se zove "Operacija rakburger", pojavljuje se njegov rođak koji se u engleskoj verziji zove Larry. Plankton je oteo Slavka, ali se u engleskoj verziji Slavko zove "Gary", te se zabunio dok je pričao sa Spužva Bobom koji je tad pomislio da je otet Larry.
Postoji još jedan rođak, Todd, koji se pojavljuje samo u knjizi "Never-Ending Stay". On je izgubljeni rođak koji se pojavio i ostao kod Spužva Boba nekoliko dana.
Stoga još ostaje pitanje tko su roditelji Larryja, Todda, a i Crnog Džeka. To je sigurno brat ili sestra od Hrvoja ili Margarete, ali zasad nije spomenuto u seriji.

### Preci
Spužva Bob Skockani je poznat i po nekoliko svojih predaka koji se spominju u seriji. Prvi od njih je primitivna spužva, koja se pojavljuje u epizodi "SB-129". Primitivna spužva se družila s primitivnom zvjezdačom, te ih je meduza neprestano pekla. Kad se Kalamarko pojavio u tom prapovijesnom dobu koristeći vremeplov, naučio je primitivnu spužvu loviti meduze. Nakon toga je zasvirao klarinet, a spužvi i zvjezdači se nije svidio taj zvuk te su lovili Kalamarka do vremeplova kojim je pobjegao dalje od njih.
Drugi poznati predak je Spužvoslav, koji se pojavljuje samo u epizodi "Ugh". Njegov najbolji prijatelj je bio Patar, a imao je i svog ljubimca, prapovijesnog Slavka. Spužvoslav je ipak nešto razvijeniji i pametniji od Spužvoslava.
Treći i zadnji posljednji predak jest Spužva Bil Skockani. On je živio u doba Divljeg zapada, kad se Bikini dolina zvala Jednooka jaruga, a njome je diktatorski vladao Jednooki Plankton. Kliještić iz tog doba, koji je vodio Rakovu kantinu, ga je zamolio da postane šerif i spasi grad. U dvoboju u podne Spužva Bil je pobijedio Planktona te je on kažnjen tako da su ga svi mogli zgaziti za jedan dolar, a Spužva Bil je dobio posao roštilj-kuhara u Rakovoj kantini (ono što njegov nasljednik radi danas u Rakovoj poslastici).

### Nasljednici
U epizodi "Velika rakburger ludorija" iz sedme sezone, Spužva Bob i Patrik su išli vlakom u sef daleke banke kako bi uzeli tajnu formulu rakburgera prije Planktona. Na kraju epizode vidi se epilog: 75 godina kasnije, Spužva Bob je ispričao tu priču svom unuku, ali on je bio više zainteresiran za videoigru. Ipak, ta epizoda znači da je Spužva Bob poslije imao barem jedno dijete, sina ili kćer.
Također, u epizodi "SB-129" se pojavljuje Spužvatron, robotska spužva. Spominje se da postoji 487 kopija Spužvatrona. U to doba, u 41. stoljeću, u Bikini dolini je sve kromirano. Spužvatron ima laserske zrake, inteligenciju i dobar je kuhar. Poslao je Kalamarka do vremeplova. Spužvatron se također pojavljuje na sekundu-dvije u epizodi "Ugh".

## Posao
Spužva Bob većinu vremena radi kao roštilj-kuhar u restoranu Rakova poslastica, gdje peče rakburgere. On je radoholičar i zato ne voli nedjelje, i sve dane kad ne može raditi. On preuzima i poslove kao što je blagajnik ili konobar u nekim epizodama.
Ipak, on radi i druge stvari. Recimo, u epizodi "Što se dogodilo Spužva Bobu?" je postao gradonačelnik Nove Alge, a u epizodi "Strašni razbijači" je postao hrvač. Općenito je tijekom sezona i epizoda obavljao puno različitih poslova i nije ih lako sve nabrojiti.
Spužva Bob ima veliku ljubav prema svom poslu, pa je bio oduševljen u epizodi "Strah od rakburgera" kad je g. Kliještić objavio da će odsad biti otvoreni 24 sata (što je bio dio Planktonovog plana). Također, Spužva Bobov najgori dio dana na poslu je zatvaranje.
Spužva Bob pada u neku vrstu depresije kad ne može doći na posao, ali nije zadovoljan ni kad radi negdje drugdje. Recimo, bio je jako tužan u epizodi "Dobrodošli u Kantu splačina" gdje je morao raditi kod Planktona nakon što je on varanjem pobijedio g. Kliještića u kartanju. Također, njegov odnos prema poslu je bio jako važan u epizodi "Spužva Bobe, otpušten si".

## Odnosi

### Patrik Zvijezda
Spužva Bob i Patrik su najbolji prijatelji i susjedi. Iako nisu najpametniji, oni čine vrlo dobru ekipu, te zajedno uživaju u raznim stvarima kao što su lov na meduze, puhanje mjehurića i čitanje stripova o Čovjeku sireni i Dječaku školjki. U epizodi "Tajna kutija" otkriveno je da su bili prijatelji otkad su rođeni. I njihovi preci su dugo gajili prijateljstvo: primitivna spužva se družila s primitivnom zvijezdom, Spužvoslav s Patarom te Spužva Bil s Patrikom iz onog doba. Spužva Bob nikad ne kritizira Patrika zbog nedostatka pameti, te misli da je on zapravo pametniji nego što se na prvi pogled čini.
Patrik često daje Spužva Bobu neke savjete, kao što mu je rekao da uvijek postoji prečica u epizodi "Izgubljen u Bikini dolini". Često mu pomaže u raznim slučajevima (pogotovo u starijim epizodama), i obrnuto. Recimo, u epizodi "Dome slatki ananasu" mu je dao da spava u njegovoj kući, ali to baš i nije dobro završilo.
Međutim, ponekad se događa da se oni posvađaju zbog nekih razloga, počevši od epizode "Zli morski susjedi" gdje je, doduše, Kalamarko bio kriv za raspad njihovog prijateljstva. U epizodi "Kuharske igre" su također bili u sukobu, te je Patrik radio za Kantu splačina i tako se borio protiv Spužva Boba u mnogo natjecanja. Svađali su se i u epizodi "Novi učenik Zvijezda", gdje je zbog Patrika Spužva Bob bio kažnjen od strane gospođe Pufnić. U epizodi "Patrik Pametni" se njihovo prijateljstvo također nakratko raspalo, jer sada superpametni Patrik više nije uživao u stvarima koje je prije radio sa Spužva Bobom kao što je lov na meduze. U epizodi "Na rubu suza" je Patrik iz prve dobio vozačku dozvolu, te je kao milijunti uspješni učenik dobio besplatni auto, a Spužva Bob je bio jako ljubomoran. Ipak, pomirili su se na kraju epizode, kao što se dogodi gotovo uvijek. Jedan od njihovih najslavnijih sukoba je i u epizodi "Bitka za Bikini dolinu", gdje su se borili pošto je Spužva Bob bio za higijenu i čistoću, a Patrik za prljavštinu i nehigijenu. Drugi vrlo poznati sukob je iz epizode "Tvoje, moje i moje", gdje su se posvađali oko dijeljenja igračke zvane Rakofrend. U toj epizodi su baš ratovali. Također, u epizodi "Ne znaš spužvu" su se svađali jer Patrik nije znao ama baš ništa o Spužva Bobu. Patrik je također bio ljubomoran na Spužva Boba zbog mnogo dobivenih nagrada u epizodi "Veliki ružičasti gubitnik". Ipak, na kraju većine takvih epizoda oni se pomire i opet budu prijatelji.

### Kalamarko Kraković
Iako se na prvu odnos Spužva Boba i Kalamarka čini vrlo jednostavan, to baš i nije tako. U većini epizoda Spužva Bob je uvijek vedar i ljubazan prema Kalamarku te ga smatra drugim najboljim prijateljem, a Kalamarku Spužva Bob ide na živce te mu uvijek nekako uništi dan. Ipak, ponekad to i nije tako. Kalamarko u nekim slučajevima zna biti ljubazan prema Spužva Bobu, iako ga u većini slučajeva baš i ne voli.
U epizodi "Truth or Square" se pokazuje njihova prošlost. Kalamarko je nekoć davno živio mirnim i sretnim životom u Ulici ljuštura, iako mu je Patrik bio prvi susjed. Spužva Bob je u blizini zajedno s turističkom agenticom tražio kuću, ali je nije našao. No u tom času s površine mora pao je ananas na Kalamarkov vrt i to je postala Spužva Bobova kuća. Ipak, u nekim epizodama se čini da Spužva Bob i nije najgori lik prema Kalamarku, kao u epizodi "Zabrana pristupa" gdje je utvrdio da je Patrik još gori. Spužva Bob je uvijek dobar prema Kalamarku, iako je u epizodi "Spužva Bobe, otpušten si" potvrdio da zna kako ga Kalamarko mrzi.
Spužva Bob je jako rijetko ljut na Kalamarka ili se prema njemu ponaša loše, što je malo ironično. U epizodi "Zaposlenik mjeseca" ga je htio onemogućiti na sve načine da osvoji nagradu. Također je bio vrlo oštar prema njemu u epizodi "Dah novog Kalamarka" kad je on postao vedar i optimističan kao Spužva Bob.
Kalamarko, s druge strane, ne voli Spužva Boba, ali je ponekad ljubazan i dobar prema njemu, te je gori prema Patriku. Evo popisa epizoda gdje je Kalamarko bio dobar prema Spužva Bobu:
- "Zli morski susjedi" - u toj epizodi je posvađao Spužva Boba i Patrika, ali je bio dobar prema Spužva Bobu nakon što mu je on izliječio leđa.
- "Dostava pizze" - Kalamarko je u toj epizodi spasio Spužva Boba od udara kamiona. Također, kad je Spužva Bob bio tužan zbog oholog i zlobnog kupca, Kalamarko mu je odnio pizzu i svom silom ju je bacio prema njemu te ga pogodio u glavu. Razveselio je Spužva Boba rekavši da je "pojeo cijelu pizzu u jednom zalogaju".
- "SB-129" - nakon što je bio u prošlosti i budućnosti, Kalamarko se razveselio Spužva Bobu i Patriku kad se vratio u sadašnjost i priznao da su mu nedostajali. Ipak, ubrzo se iznervirao jer je on izumio lov na meduze.
- "Umirući za pitu" - u toj epizodi Kalamarko je mislio da Spužva Bob umire te mu je htio pružiti najbolji dan ikad.
- "Kalamarkov bend" - Kalamarko je plesao na Spužva Bobovu pjesmu.
- "Božić tko?" - u početku, Kalamarko se smijao Spužva Bobu i naslađivao jer nije došao Djed Mraz u kojeg su svi građani vjerovali. Spužva Bob je bio jako tužan, ali je ipak dao Kalamarku poklon - novi klarinet. Tad se Kalamarko prerušio u Djeda Mraza i dao poklone svim građanima Bikini doline te vratio božićni duh - a pravi Djed Mraz koji je bio u gužvi mu je zahvalio na pomoći.
- "Noćna smjena" - Kalamarko je mislio da će umrijeti pa je priznao da je uvijek volio Spužva Boba, no naljutio se kad mu je Spužva Bob rekao da je koristio njegov klarinet da odčepi svoj wc.
- "Kutija za idiote" - na početku epizode Kalamarko je čuo razne zvukove iz kutije pa se zabrinuo za Spužva Boba i Patrika.
- "Imaš ča sitnog?" - Kalamarko je bio zahvalan jer ga je Spužva Bob primio u svoju kuću i brinuo se o njemu.
- "Kalamirko se vraća" - rekao je Spužva Bobu da mu ne može dovoljno zahvaliti zbog toga koliko se potrudio da njegov rival Kalamirko Fensijević stvarno povjeruje da je on vlasnik Rakove poslastice te da je to restoran s pet zvjezdica.
- "Ponovo rođeni Kliještić" - Kalamarko se jako naljutio na g. Kliještića koji je, kako ne bi bankrotirao, prodao Spužva Boba Letećem Nizozemcu za 62 centa, te je rekao da bi se trebao sramiti. G. Kliještić se nakon toga pokajao i poželio Spužva Boba natrag.
- "Kamperska epizoda" - nakon što je privukao morskog medvjeda koji ga je više puta napao, Kalamarko se pridružio Spužva Bobu i Patriku u zaštitnom krugu te mu zahvalio jer su mu spasili život.
- "Spužva Bob susreće stranca" - Kalamarko je upozorio Spužva Boba da će mu se Davitelj Tužibaba pokušati osvetiti jer ga je predao policiji. Kasnije je bio sretan jer je bio na zabavi zajedno sa Spužva Bobom i drugim građanima Bikini doline.
- "Hvataljka" - nakon što je postao ovisan o hvataljci, pitao je Spužva Boba da mu pomogne da jednom pobijedi te mu se zahvalio nakon toga.
- "Smješkani" - pošto se puno smijao njegovoj šali, Kalamarko mu je rekao da se nikad neće moći smijati. Ipak, kasnije se pokajao i rekao mu da je sve bila šala.
- "Bunar želja" - ispričao se jer je stajao na Spužva Bobovoj nozi.
- "Najbolji dan ikad" - pozvao je Spužva Boba na svoj koncert.
- "Dah novog Kalamarka" - nakon strujnog udara, postao je dobar prema Spužva Bobu i Patriku.
- "Nenormalan" - nakon što je Spužva Bob postao "normalan", Kalamarko se družio s njim i pozvao ga u svoju kuću na čaj.
- "Kolege iz škole brodarenja" - molio ga je za pomoć oko ispita jer nije mogao držati olovku te je priznao da su sad 'razredni kolege' (iako samo zato da prođe ispit).
- "Održavajte Bikini dolinu prekrasnom" - kad je Spužva Bob maknuo svo smeće, Kalamarko je rekao da ga sad manje mrzi. Također mu je zahvalio jer je uništio Kalamirkov kip, zbog čega je on dobio kaznu.
- "Čarobni tiki snovi" - zahvalio Spužva Bobu i Patriku jer su stvorili Čarobni tiki otok, te je čak plesao s njima.
- "Rak-dogovi" - surađivali su kako bi vratili rakburgere na jelovnik.
- "Kalamarko u Zemlji klarineta" - pomogao je Spužva Bobu oko suđa i veselo radio, vjerojatno jer je slušao Šaškovu muziku.
- "Vulkan Bikini doline" - priznao je da je zahvalan na životu i da vidi Spužva Boba kao prijatelja prije nego što je pao u vulkan. Srećom, Spužva Bob ga je spasio.
- "Velika sestra Sara" - oboje su smatrali da nije lijepo od Sare što je uništila Kalamarkovu kuću, te su smatrali da su Patrik i Sara pretjerali.
- "Zabrana pristupa" - nakon što je danima trpio Patrika, napokon je puknuo i maknuo Spužva Boba s dokumenta za zabranu pristupa, te stavio Patrika.
- "Budalaš za demoliranje" - zahvalio mu je jer mu je iskopao sve mrkve iz vrta.
- "Spužva Bobe, otpušten si" - spasio Spužva Boba od četiri vlasnika restorana prerušen kao rakburger i doveo ga natrag u Rakovu poslasticu.
- "Lignja plus jedan" - na kraju epizode je pozvao Spužva Boba da ide s njim na svečano otvorenje galerije Difterije.
- "Dva palca dolje" - prvo je htio pomoći ozlijeđenom Spužva Bobu, a zatim je bio tužan kad je on morao otići kući.
- "Zbogom, Rakova poslastice" - pomogao je Spužva Bobu da opet vrate sve na staro.

### Eugen H. Kliještić
Spužva Bob ima zanimljiv odnos s g. Kliještićem. Eugen Kliještić je njegov šef u Rakovoj poslastici, te Spužva Bob brine o njemu i izvršava zadatke kao zaposlenik. Odnos g. Kliještića prema njemu pak varira; često se, pogotovo u starijim epizodama, ponašao kao očinska figura Spužva Bobu; a ponekad ga koristi za svoje planove. Kako god, oni više-manje imaju odnos sličan onome oca i sina.
Spužva Bob uvijek pomaže g. Kliještiću, te se oni većinom dobro slažu. Kad su bili razdvojeni u epizodi "Dobrodošli u Kantu splačina", oboje su bili tužni. U epizodi "Račja ljubav" mu je pomagao impresionirati gđu Pufnić. U prvom filmu ga je također spasio od smrtne kazne te porazio Planktona, a g. Kliještić ga je u znak zahvale imenovao menadžerom Rakove poslastice 2. U epizodi "Zliburger" su zajedno napravili opaki burger kako bi zeznuli zdravstvenog inspektora za kojeg su mislili da je prevarant. Nakon toga su surađivali kako bi sakrili tijelo. U epizodi "Ljuštura od čovjeka" je glumio g. Kliještića pred njegovim starim prijateljima iz mornarice. U epizodi "Planktonov stalni gost" su zajedno pokušavali privući kupca koji je stalno jeo u Kanti splačina. Također, u epizodi "Besplatni uzorci" je spasio Rakovu poslasticu od Planktonovih planova, kao i mnogo puta dosad. Poznato je i kako je u epizodi "Kliještić protiv Planktona" postao odvjetnik i spasio g. Kliještića na sudu od Planktonovih laži.
Eugen Kliještić, također, vjeruje Spužva Bobu i većinom mu pomaže. Često mu i priča priče za pouku, kao u epizodi "Glavni odvod". U epizodi "Čovjek sirena i Dječak školjka VI: Film", je pomagao Spužva Bobu s hranom dok je on snimao film. U epizodi "Najbolji dan ikad" se pridružio proslavi, a u epizodi "Stanko S. Skockani" ga je nazvao njegovim "malim stvoriteljem para". U epizodi "Beznos zna" se ujedinio s Kalamarkom, Lunom i Spužva Bobom kako bi zajedno riješili problem Patrikovog nosa. Molio ga je za pomoć i u epizodi "Dida gusar", gdje je pred svojim djedom gusarom glumio kapetana posade koju su činili Spužva Bob, Kalamarko i Patrik. U epizodi "Prevara sa školjkom" mu je pomogao tako što mu je dao svoj vlastiti oklop za Slavka, a on je njemu dao ručnik da se zaogrne dok mu oklop opet ne naraste. Također ga je poveo na okupljanje škrtih rakova u epizodi "Rakovi tvrdice", pozvao ga je na krstarenje u epizodi "Šetnja s Planktonom", te na svoj godišnji odmor i obilazak Kovnice Bikini doline u epizodi "Gospodin Kliještić ide na godišnji". U epizodi "Špiljska spužva", kad je Spužva Bob bio uhićen zbog zločina koje je napravila špiljska spužva Spužvimir, g. Kliještić je jedini vjerovao da je nevin. Dovoljno mu je vjerovao da ga pošalje po tajnu formulu rakburgera u trezor banke u epizodi "Velika rakburger ludorija". Surađivali su u oba filma.
Ipak, u nekim slučajevima njih dvojica se znaju posvađati, uglavnom zbog g. Kliještićeve škrtosti i pohlepe. Prvi put se to vidi u epizodi "Na zapovid kapetane" gdje je g. Kliještić htio žrtvovati svoju posadu (Spužva Boba i Patrika), te su se svi posvađali oko blaga Letećeg Nizozemca. Također, poznat je slučaj iz epizode "Ponovo rođeni Kliještić" gdje je Eugen bio pred bankrotom te je prodao Spužva Bobu Letećeg Nizozemca za 62 centa. Spužva Bob se okrenuo protiv g. Kliještića zajedno s Kalamarkom i u epizodi "Kalamarko štrajka", a također i u epizodi "Imaš ča sitnog?". U epizodi "Lovac na meduze" su se sukobili kad je Spužva Bob otkrio da g. Kliještić ima tajnu tvornicu gdje uništava meduze da dobije njihov med, te ih je oslobodio. U epizodi "Kliještić borg" ga je mučio zajedno s Kalamarkom misleći da je zli robot. Posvađali su se i u epizodi "Rakova zemlja" kad je Spužva Bob razotkrio plan g. Kliještića da privuče djecu "lunaparkom" i tako uzme njihov novac, stvar kojom je Kliještić opsjednut. U epizodi "Opsjednut s lipom" g. Kliještić je mislio da je vidio kako Spužva Bob podiže lipu s poda, te je pokušao na sve moguće načine doći do te lipe, kao što je gradnja filma ili svečana večer u Rakovoj poslastici. U epizodi "Rakburger ludorija" netko je ukrao tajni umak koji se stavlja u rakburgere, a taj netko je bio g. Kliještić koji je htio uštedjeti novac, te je okrivio Spužva Boba i poslao bi ga da leži u zatvoru nevin. U epizodi "Nema kape za Patrika" Spužva Bobu se nije sviđala ideja da se ljudi smiju dok se Patrik ozljeđuje, a Kliještić od toga zarađuje. U epizodi "Miris lipa" su se posvađali jer je g. Kliještić privlačio novac pomoću Slavka što je njega uznemirivalo. U epizodi "Spužva Bobe, otpušten si" ga je otpustio kako bi uštedio jednu kunu. Ipak, unatoč povremenim svađama, njih dvojica imaju dobar i normalan odnos. U jednoj epizodi je pokazano da ga Spužva Bob vidi kao trećeg najboljeg prijatelja, poslije Patrika i Kalamarka.

### Luna Frnjau
Spužva Bob i Luna su vrlo dobri prijatelji. Spužva Bob je vidi kao četvrtog najboljeg prijatelja, te se oni često druže. Također, u nekim epizodama se nagovješćuje da bi oni mogli biti/postati ljubavni par u budućnosti (počevši od epizode "Čajanka" gdje Spužva Bob donosi cvijeće Luni i daje joj komplimente). U mnogim epizodama je i viđeno da uživaju u nekim zajedničkim hobijima kao što je karate ili znanost, u čemu joj Spužva Bob pomaže. Oni su rijetko bili u sukobu, osim u nekim epizodama kao "Pritisak" ili "Problemi s mjehurićima".
Što se tiče njihovog ljubavnog odnosa, postavljeni su neki nagovještaji za to. I kreator serije Stephen Hillenburg je potvrdio da oni imaju jake osjećaje među sobom, te da su ili će biti više nego prijatelji. Recimo, Patrik rijetko posjećuje Lunu bez Spužva Boba, ali Spužva Bob jako često posjećuje Lunu sam. Lunu nervira Patrikova glupost i nedostatak inteligencije, ali iako Spužva Bob nije baš pametan, čini se da nju to baš i ne smeta. Dapače, ona je zadovoljna zbog njegove energije, nevinosti, marljivosti i optimizma. Također, poznato je da mu je ona dodijelila nadimak "Spužvasti".

#### Nagovještaji ljubavnih veza
Evo nekih epizoda gdje se nalaze takvi nagovještaji:
- "Čajanka" (1c) - ova epizoda je puna nagovještaja. Kao prvo, kad Spužva Bob spasi Lunu od divovske školjke, ona kaže: "Sviđaš mi se, Spužvasti. Možemo bit' ka srdela i more". Također, iako Spužva Bob nije ništa znao o zraku, pravio se da sve zna samo kako bi je impresionirao. Bio je iznenađen jer nema vode u njezinoj kući, ali nije ništa rekao iako mu je voda nedostajala, kako ne bi povrijedio njezine osjećaje, ili se možda bojao da ga više neće voljeti ako shvati da mu treba voda. Spužva Bob, također, odlazi k Luni na čaj i kolačiće i nosi joj cvijeće. To bi se moglo uzeti kao neka vrsta spoja. Spužva Bob također dobiva savjete od Patrika kako da impresionira curu i bude "otmjen", što bi moglo ukazivati da je on mislio da bi oni mogli imati nešto više od prijateljstva, te vjerojatno nije znao da će postati tako bliski prijatelji.[44]
- "Poderane hlače" (2b) - i ova epizoda je puna nagovještaja. Na početku epizode Spužva Bob je bio sretan što nasmijava Lunu radeći stvari u pijesku. Kad se vidjelo da je Luna snažnija od njega, on je bio pomalo žalostan jer je nije mogao impresionirati. Također je bio ljubomoran na jastoga Lovru jer je privlačio Luninu pažnju. Kad je poderao hlače, to ga je učinilo smiješnim i poznatim na plaži, te je mislio da bi tako mogao još više impresionirati Lunu. Luna je također bila najžalosnija i zaplakala je kad je mislila da je Spužva Bob umro. Šokirao se kad je vidio da igra odbojku s Lovrom ("Ona se radije druži s Lovrom!"). I tekst pjesme aludira na ljubavnu vezu. Na koncu konca, bili su zajedno na plaži, što se također može protumačiti kao spoj.
- "Lunina raketa" (8a) - Spužva Bob je htio impresionirati Lunu hvatanjem vanzemaljaca, te je prokomentirao kako će ga još više voljeti kad joj donese pravog vanzemaljca.
- "MišićBob Nabildani" (11a) - Spužva Bob si je u toj epizodi nabavio lažne mišiće samo kako bi impresionirao Lunu. Također, Spužva Bob se zaista namučio vježbajući u toj epizodi, ali je vidio da bi s time mogao postići cilj: još više impresionirati Lunu!
- "Spužva Bob Strašljivi" (13a) - kad je zli Leteći Nizozemac došao oteti Spužva Bobovu dušu, Luna se činila najzabrinutija od svih te je histerično zavikala: "Spužvasti!".
- "Karate udarci" (14b) - u toj epizodi Spužva Bob i Luna se "prijateljski" nadmeću u karateu. Također, u Rakovoj poslastici Spužva Bobu se učinilo da u nekom kupcu vidi Lunu, te joj je namignuo i osjećao se usplahireno. Spužva Bob i Luna su imali zajedno piknik u parku, sami, što bi se isto moglo računati kao spoj. A kad ih je g. Kliještić našao kako rade karate, Spužva Bob je rekao da si ne može pomoći te je odabrao vježbanje karatea s Lunom ispred svog posla, što znači da mu karate s Lunom stvarno puno znači.
- "Sapunica" (15b) - umjesto da zove Patrika da ga vodi doktoru, zvao je Lunu, vjerojatno jer je najpametnija od svih njegovih prijatelja. Luna se također činila jako uznemirena kad Patrik nije htio odvesti Spužva Boba doktoru te se opasno posvađala s njim.
- "Valentinovo" (16a) - vidi se da njih dvoje razmjenjuju poklone na Valentinovo kao cura i dečko.
- "Teksas" (18a) - u ovoj epizodi Luna se želi vratiti u Teksas, a Spužva Bob i prijatelji je žele spriječiti. Tu također ima raznih nagovještaja. Kao prvo, Spužva Bob je bio jako tužan kad je vidio Lunu kako pati za svojim domom. Odlučio je dovesti Teksas u Bikini dolinu, te je trčao za autobusom u kojem se vozila glasno je dozivajući imenom. Luna je također odmah napala Patrika kad je vrijeđao Teksas, ali je Spužva Bobu dala šansu, rekavši da još može povući što je rekao. Spužva Bob je također stavio sebe i Patrika u opasnost kako bi doveo Lunu do Rakove poslastice. Također, na kraju epizode je pokazao svoju duboku brigu za nju kad je rekao da će je radije pustiti da zauvijek ode u Teksas nego da je gleda žalosnu ovdje, u Bikini dolini.
- "Tjedan pred zimski san" (27a) - rekao je kako će radije posvetiti svoje vrijeme njoj nego drugima. U cijeloj epizodi Spužva Bob stavlja sebe u opasnost kako bi se zbližio s njom. Kad je on nestao, ona je upregla cijeli grad da ga traži te je uništila nekoliko zgrada u potrazi. Kada ga je vidjela, odmah se smirila i zagrlila, što pokazuje koliko ona brine o njemu.
- "Vicevi o vjevericama" (31b) - kad se Spužva Bob šalio na njezin račun, strpljivo mu je rekla da prestane umjesto da se odmah iznervira. Na kraju epizode, kad su se pomirili, on joj ponovo donosi cvijeće.
- "Pritisak" (32a) - iako su se Spužva Bob i prijatelji šalili na njezin račun i ismijavali je, ona ih je odmah spasila kad su ih napale ptice.
- "Luna, Spužva Bob i crv" (40b) - Spužva Bob je bio vrlo zaštitnički nastrojen prema Luni te se jedini brinuo o njoj. Također je plakao kad je mislio da se ona ozlijedila.
- "Dobrodošli na tulum kod Spužva Boba" (51) - jedna od stvari koja se nije sviđala Spužva Bobu na njegovoj zabavi, bilo je to što su Luna i Lovro zajedno plesali.
- "Patrik pametni" (68a) - kad je Patrik postao dovoljno pametan da impresionira Lunu, on se odmah ražalostio i otišao kući plačući.
- "Zdravo čimpanze" (70b) - u toj epizodi Spužva Bob opet nije htio da Luna ode te je odlučio napraviti izum da zadivi njezine šefove, što nije nimalo lako.
- "Karate otok" (71b) - Spužva Bob je doveo Lunu na otok, vjerojatno kako bi je impresionirao. Iako je bio arogantan i neljubazan prema njoj u kratko vrijeme, Luna ga je ipak spasila.
- "Perika" (74b) - Luna je bila jedina koja se nije smijala Spužva Bobu zbog perike kako ne bi povrijedila njegove osjećaje.
- "Buha u njenom domu" (90a) - kad je Spužva Bob shvatio da je Luna otišla, šokirao se. Također, odmah joj je išao pripremiti zabavu za dobrodošlicu.
- "Što se dogodilo Spužva Bobu?" (98) - iako je bila gruba prema njemu na početku epizode, kasnije je ipak plakala kad je doznala da je on nestao te je bila najodlučnija od svih da ga nađe.
- "Prezauzet" (119b) - složio se da pomogne Luni, te kad je g. Kliještić zatražio njegovu pomoć, pokušao mu je reći da mora pomoći Luni.
- "Truth or Square" (123 & 124) - u toj epizodi se vidi kako su se njih dvoje vjenčali u predstavi. Ipak, Spužva Bob je bio jako zadovoljan kad je mislio o tome, te je moguće da to priželjkuje i u stvarnosti. Također, svećenik nije znao da je to predstava te bi oni mogli biti sasvim legalno vjenčani, a da to i ne znaju (ili znaju?).
- "Netko je s Lunom u kuhinji" (129a) - kad je davao Luni rakburger, Spužva Bob je imao sjaj u očima i rekao je da je "to za posebnog prijatelja". Također, iako nije mogao nikome otkriti tajnu formulu, ipak je poveo Lunu da joj pokaže kako sprema rakburgere.
- "Čari rodea" (138b) - u toj epizodi je htio na sve načine spasiti Lunu od rodea, te je čak oteo cijelu Bikini dolinu i odveo stotine građana u Teksas.
- "Savršena kemija" (152b) - Spužva Bob je htio da ga Luna zove "kolega izumitelju", jer joj je želio biti koristan. Bio je tužan i kad je shvatio da je više nervira nego pomaže. Kad je Luna nazvala Planktona "kolega izumitelju", on se tako rastužio da mu je srce puklo. Luna ga je odobrovoljila rekavši mu da može biti pokusni majmun, te kad ga je na kraju epizode nazvala "kolega izumitelju", on je bio presretan.
- "Odmor na Mjesecu" (161a) - u toj epizodi, Spužva Bob joj je kupio tortu za oproštaj prije odlaska na Mjesec. Također, ona je već imala dva para koturaljki, što znači da je moguće da je htjela povesti još nekog.
- "Čuvanje Lunine kuće" (165a) - Luna mu je dala kompliment kako lijepo pazi, a on je uzvratio kako cijeni njezinu pedantnost, na što se ona zacrvenila.
- "Mačak Kenny" (188a) - kad je Spužva Bob rekao da više ne treba kacigu s vodom, moguće da ju je htio impresionirati. Također, vidi se da je Luna bila ljubomorna na Kennyja.
- "Lunina žirasta muna" (201a) - na početku epizode su se zajedno smijali. Luna je zvala Spužva Boba radije nego Patrika. Na kraju joj je bilo žao zbog svega, te je odlučila za svoje drvo naručiti zemlju iz Teksasa.
- "Dopisni prijatelj" (202b) - Luna je pomagala Spužva Bobu da nauči letjeti kako ne bi razočarao dopisnog prijatelja.
- "Leteći mozgovi" (205a) - kad je Luna oštro napala zlog starca, Spužva Bob je rekao Patriku: "Volim kad Luna postane agresivna".
- "Imitacijsko ludilo" (207a) - zajedno s Patrikom, Planktonom, Kalamarkom i g. Kliještićem, imitirala ga je samo da mu pomogne da se prisjeti tko je on.
- "Divlji prijatelji" (215a) - Spužva Bob je išao na Luninu rođendansku zabavu.
- "Pomazi konjića" (225b) - u ovoj epizodi Patrik je postao konj. Kad je projahao na njemu kraj Lune, rekao je: "Dobro izgledate, gospođice Luna", a ona se zahvalila na komplimentu.

U kratkoj epizodi "Cvijeće za Lunu", Spužva Bob je izmislio praznik "Iznenadi Lunu dan". Ostavio joj je i poruku: "Za Lunu. Najpametniju i najljepšu vjevericu u Bikini dolini. Prijatelj".
Također, Vincent Waller, član tima koji radi na seriji, rekao je na Twitteru da je Luna originalno trebala biti Spužva Bobova djevojka.

### Šime Josip Plankton
Spužva Bob i Plankton imaju relativno kompleksan odnos. U većini epizoda su suparnici, pošto Plankton kao neprijatelj g. Kliještića pokušava ukrasti tajnu formulu rakburgera, a Spužva Bob ga želi zaustaviti. U prvoj epizodi kad su se susreli, "Plankton!", on je pokušao kontrolom uma natjerati Spužva Boba da mu donese rakburger, ali plan je propao. Nakon toga su se sukobljavali u mnogo epizoda, kao "Zaleđene face" ili "Bijeg iz zatvora". U prvom filmu su se također sukobili, najviše nego ikad, pošto je Plankton indirektno odlučio ubiti g. Kliještića ukravši krunu kralja Neptuna i optuživši njega, te je poslao plaćenika Dennisa da ubije njega i Patrika. Na kraju je Spužva Bob porazio Planktona i on je završio uhićen.
Bili su prijatelji i na početku epizode "Zabava", također iz prve sezone, gdje se Spužva Bob htio sprijateljiti s Planktonom koji je bio usamljen i omražen, ali on je to odlučio iskoristiti da dođe do tajne formule. Također su surađivali u epizodi "Planktonov ljubimac" gdje su tražili njegovu amebu Flekicu. Pomagao mu je da osvoji Karlu u epizodi "Plankton dobiva čizmu". Također, Plankton se pridružio ekipi u drugom filmu te su svi zajedno surađivali.

### Slavko
Slavko je Spužva Bobov ljubimac, puž, kojeg je Spužva Bob našao u skloništu za ljubimce. U većini epizoda, Spužva Bob se lijepo brine za Slavka, a on mu je odan i poštuje ga. Spužva Bob vidi Slavka više kao prijatelja nego kao ljubimca, što se vidi u epizodi "Jeste li vidjeli ovog puža?". Kad nema Slavka blizu njega, Spužva Bob pada u depresiju. Spužva Bob ima veliko povjerenje u Slavka, što se vidi u epizodama poput "Invazija ananas" gdje mu je povjerio na čuvanje tajnu formulu rakburgera. Također, iako je na početku epizode "Jeste li vidjeli ovog puža?" pobjegao od Spužva Boba, na kraju mu se vratio jer je shvatio da se on brine za njega, očajnički ga traži i da ga voli. U epizodi "Spužva Bobe, otpušten si", on je bio tužan jer više neće moći peći rakburgere u Rakovoj poslastici, ali je bio sretan kad je hranio Slavka, govoreći da je radostan jer postoji još netko koga on hrani. Također, iako Slavko samo mijauče, oni se uvijek dobro razumiju.
Ipak, unatoč njihovom većinom dobrom odnosu, ponekad se znaju sukobiti, što se vidi u epizodi "Slavko se kupa" kad je Spužva Bob spreman na sve samo da ga okupa. U epizodi "Velika utrka puževa" ga je Spužva Bob previše iscrpljivao za utrku. Oštro su se sukobili u epizodi "Prijatelj za Slavka", kad je Spužva Bob doveo Slavku ljubimca koji ga je maltretirao. U epizodi "Slavkova nova igračka" je Slavko bio opsjednut novom igračkom što je dovelo do toga da Spužva Bob ode iz kuće.

### Koraljka Kliještić
Spužva Bob i Koraljka se ne susreću prečesto, ali se ponekad ipak susreću. U ranijim epizodama, kao što je "Pod Koraljkinom vladavinom", oni su prijatelji i imaju dobar odnos. Prvi put da se njih dvoje susreću je u epizodi "Maturalna večer" iz prve sezone. Tad je Spužva Bob bio Koraljkin pratitelj na plesu. Pokušao ju je impresionirati, ali je samo zeznuo stvar. Kad je to shvatio, plačući je pobjegao. Koraljka mu je ipak oprostila, zajedno su plesali i zabavili se. Koraljka je bila impresionirana njime te ga je poljubila. U epizodi "Udice" mu se smijala kad se bio zakačio za jednu, vjerojatno zato što je ona zajedno s prijateljicama vidjela njega golog.
Sljedeća epizoda poslije "Maturalne večeri" koja je fokusirana na njihov odnos je epizoda "Pod Koraljkinom vladavinom", gdje Koraljka postaje zaposlenica Rakove poslastice i pretvara fast food restoran poznat po rakburgerima u ženskasti Mazni rakić za tinejdžere. Spužva Bob se rastužio kad mu je oduzela roštilj i špahtlicu, ali je shvatio da ona ne želi tamo raditi te da želi otkaz. Otprilike u isto vrijeme g. Kliještić je povjerio Spužva Bobu da želi dati Koraljki otkaz. Situacija se mirno sredila te je Koraljka otišla s prijateljicama u šoping. Prije odlaska se zahvalila Spužva Bobu i poljubila ga je.
Međutim, u epizodi "Tulum u pidžamama", kad je Spužva Bob po naredbi g. Kliještića htio upasti na Koraljkin tulum, ona je bila vrlo gruba prema njemu te ga je izbacila. Ipak, shvatila je da je zabavan, ali je Spužva Bob sve porazbijao, a Kliještić je okrivio nju. Za osvetu je pripremila novi tulum. U epizodi "Tunel Rukavice" su zapeli na vožnji u Svijetu rukavice te su surađivali, ali Koraljki je išlo na živce što njezine prijateljice misle da joj je Spužva Bob dečko. U epizodi "Gospodin Kliještić ide na godišnji" Koraljki nije bilo drago da Spužva Bob ide na odmor s njima. No, u epizodi "Školjka na licu" su surađivali, jer je Koraljki trebalo maknuti školjku s lica prije velikog plesa Bikini doline. Otkrilo se da Kliještić radi sapun od ostataka rakburgera te da su zato nastale školjke. Spužva Bob je zatim dao Koraljki Kliještićeve dragulje da je stavi na lice, a prijateljice su joj pohvalile izgled. Koraljka mu je bila zahvalna na pomoći.
Susreću se i u epizodi "Problemi s mjehurićima", gdje ju je Spužva Bob zamolio da pomogne Luni, te još nekoliko puta. Ipak, zasad nije snimljena neka nova epizoda koja se fokusira na odnos njih dvoje.

### Gospođa Pufnić
Tijekom serije, oni se često susreću. Gospođa Pufnić je profesorica u školi brodarenja a Spužva Bob je njezin učenik. Vidi se da Spužva Bob voli gospođu Pufnić i smatra je prijateljem, ali ona njega ne voli i želi ga se što prije riješiti jer je nervira. Njihov odnos je sličan onom Spužva Boba i Kalamarka. Međutim, u epizodi "Budalaš za demoliranje" Spužva Bob je neopreznom vožnjom uzrokovao da se gđa Pufnić po tko zna koji put ozlijedi, a doktor joj je rekao da se možda više neće moći napuhati. Za osvetu, gđa Pufnić je poslala Spužva Boba na natjecanje u demoliranju u nadi da će ga drugi natjecatelji uništiti, ali on je tako loš vozač te je na kraju pobijedio. Ipak, na kraju je sve završilo dobro te se gđa Pufnić izliječila.
Također, ponavljajuća šala u epizodama jest da gospođa Pufnić bude uhićena zbog njega.

### Karla Plankton
Spužva Bob je većinom u sukobu s Karlom pošto je ona na Planktonovoj strani, ali ponekad i nije. Recimo, u epizodi "Karla 2.0" ju je tješio i pokušavao razveseliti kad se zaposlila u Rakovoj poslastici nakon što ju je Plankton zamijenio. Također, on i Luna su surađivali s njom i Planktonom u epizodi "Savršena kemija".

### Čovjek sirena i Dječak školjka
Spužva Bob, zajedno s Patrikom, voli gledati epizode i čitati stripove o superjunacima Čovjeku sireni i Dječaku školjki. Oni su njihovi idoli, te ih obožavaju. Prvi put kad su ih upoznali, bili su jako uzbuđeni. Često Spužva Bob Čovjeku sireni i Dječaku školjki ide na živce, dok ih on vidi kao prijatelje i vrlo im je odan. U nekim epizodama zajedno surađuju, recimo u epizodi "Povratak u prošlost" gdje su se ujedinili da poraze zlog Čovjeka zraku. U epizodi "Čovjek sirena i Dječak školjka IV" on je zadržao njegov tehnološki napredan pojas i slučajno je smanjio Kalamarka (a kasnije i sve ostale), ali mu nije htio to reći jer nije htio izgubiti njegovo povjerenje.

### Leteći Nizozemac
U većini epizoda, pogotovo onih starijih, Spužva Bob i Leteći Nizozemac ratuju. Prvi put su se susreli u epizodi "Spužva Bob Strašljivi", kad je on htio oteti njegovu dušu, ali se prestrašio njega jer mu je Patrik maknuo dijelove lica pa mu se izgled izmijenio. Također ga je oteo u novijoj epizodi "Legenda Boo-kini doline" jer se smijao na Noć vještica.
Unatoč tome, Spužva Bob i Leteći Nizozemac su ponekad prijatelji. Recimo, u epizodi "Duh domaćin" Spužva Bob mu pomaže da opet bude strašan, a u epizodi "Kletva Bikini doline" mu je pomogao glumeći njegovu bradu koju su on i Patrik odrezali Kalamarkovom kosilicom kako bi on mogao otići na svoj spoj.

### Čovjek zraka i Prljavi mjehurić
Čovjek zraka i Prljavi mjehurić su najveći neprijatelji Čovjeka sirene i Dječaka školjke te opasni superzlikovci koji žele uništiti dobre ljude i diktatorski zavladati svijetom. Zbog toga je Spužva Bob uvijek protiv njih, te surađuje protiv njih s Čovjekom sirenom i Dječakom školjkom u epizodama poput "Povratak u prošlost" ili "Zločesti klub za zlikovce". Oni njega također ne vole, dapače mrze ga. Recimo, Prljavi mjehurić je u epizodi "Čovjek Patrik" zarobio Spužva Boba unutar sebe, ali ga je Patrik nasreću probušio i spasio Spužva Boba. Općenito, Spužva Bob i Patrik znaju ići sami protiv njih, kao što je to slučaj u epizodi "Povratak Čovjeka zrake" iz 11. sezone gdje je on unajmio Kalamarkovu kuću, a oni su tražili dokaze protiv njega i na kraju se obračunali.

### Jastog Lovro
Spužva Bob i jastog Lovro su većinom prijatelji. U nekim starijim epizodama Spužva Bob je bio ljubomoran na Lovru jer je privlačio Luninu pažnju te jer su se zajedno družili. Ipak, u novijim epizodama oni su vrlo dobri prijatelji. Kad je Lovro otvorio svoju teretanu, Spužva Bob mu je postao najvjernija mušterija te ga je slušao u svemu. Lovri je to bilo drago. Njih dvojica imaju prijateljski odnos.

### Kalamirko Fensijević
Spužva Bob nema baš dobar odnos s Kalamarkom, pošto je on veliki rival Kalamarka. U epizodama poput "Kalamirko se vraća" pomaže Kalamarku da ga impresionira. Ipak, čini se da ga on ne vidi kao neprijatelja. U epizodi "Fensi kuća", kad mu je Kalamarko nekako uspio oteti nagradu za najfensi kuću godine, rekao mu je da će mu Kalamarko sigurno pomoći, ali ga je tako rasplakao. U epizodi "Profesor Kalamarko" je slučajno otkrio da je Kalamarko prevarant (on je glumio Kalamirka) i tako mu pomogao da pobijedi. Također, sreli su se u epizodi "Povratak u prošlost", gdje su napravili drukčiji tijek vremena u kojem Čovjek zraka vlada Bikini dolinom. Kalamirko je u tom tijeku vremena bio sluga Čovjeka zrake i postavljao je njegove plakate, a Spužva Bob i Patrik su mislili da je na društveno-korisnom radu te su se složili da će ga to naučiti pameti.

### Kralj Neptun
Spužva Bob se ne susreće često s kraljem Neptunom. U nekoliko epizoda kad se sreću, Spužva Bob tretira kralja s poštovanjem i ljubazno. Neptunov odnos prema Spužva Bobu, pak, varira; nekad ga voli a nekad ne.

### Građani Bikini doline
U većini epizoda Spužva Bob tretira sve građane lijepo i pristojno, sprema im hranu (ako jedu u Rakovoj poslastici) i veselo ga pozdravlja. Neki ga vole, ali većina baš i ne, te su čak napravili praznik "Nacionalni dan bez Spužva Boba". Građani ga baš i ne vole jer smatraju da je previše vedar te da je drukčiji od njih.

## Citati
- Danas je vel'ki dan, Slavko - epizoda "Tražimo kuhara".
- Rakova poslastica, dom rakburgera, s natpisom "Tražimo pomoć" na prozoru - epizoda "Tražimo kuhara".
- Narudžba! - više epizoda.
- Školjke mu - više epizoda.
- Škampa mu - više epizoda.
- Dobro jutro svijete i njegovi stanovnici - epizoda "Nestali identitet".
- Tajna formula rakburgera je isključivo u vlasništvu Rakove poslastice i o njoj se more razgovarati, u dijelovima ili u cijelosti, s njenim kreatorom, gosponom Kliještićem - epizoda "Lažni gospodin Kliještić". Spužva Bob je sve ovo izgovorio vrlo brzo Planktonovom robotu koji je izgledao kao Eugen.
- Ak' govorimo o tajnoj formuli treće srijede u siječnju i vani ne pada kiša, nakon kaj pojedemo puding od vanilije, kaj bumo delali? - epizoda "Lažni gospodin Kliještić".
- Znak kaže "kuhinja", ali moje srce kaže "zatvor" - epizoda "Dobrodošli u Kantu splačina".
- Moram se uštipnut jer sigurno sanjam - epizoda "Strah od rakburgera".
- Dobar dan, gospon. Moremo vas zainteresirati za malo čokolade? - epizoda "Čokolada s lješnjacima".
- Volim Kalamarka - epizoda "20,000 rakburgera ispod mora".
- Morem sad napraviti rakburger? - epizoda "Video za obuku u Rakovoj poslastici".
- Sjećate se kad smo se Luna i ja oženili? - epizoda "Truth or Square".
- Klaun Klještica je u zgradi! - epizoda "Rakova zemlja".
- Bok, Patrik! Vrijeme za dijeljenje! - epizoda "Tvoje, moje i moje".
- Koraljka, mislim da to nije Tunel rukavice... to je Tunel zla! - epizoda "Tunel rukavice".
- Ja spreman, ja spreman, ja spreman... (eng. "I'm ready, I'm ready, I'm ready...") - njegova poznata pjesmica, iz više epizoda, počevši s "Tražimo kuhara."
- Uvijek postoji prečac - epizoda "Izgubljen u Bikini dolini".
- Ja idem na posel, ja idem na posel, ja idem na posel, ja idem na posel. Ja idem na posel, ja idem na posel, ja idem na posel, ja idem na posel, idem na posel. Ja... idem prek ceste, idem prek ceste, idem prek... - epizoda "Tim morskih superzlikovaca".

## Zanimljivosti
- U nekim slučajevima Spužva Bob nosi naočale. To obično radi u situacijama poput lova na meduze kako bi zaštitio oči od meduza.[64] One su slične naočalama glumca koji daje glas Spužva Boba u engleskoj verziji, Toma Kennyja.
- U sezonama 1 i 2, njegove oči su veće nego kasnije.
- Ne računajući francuskog pripovjedača, Spužva Bob je prvi lik koji je nešto rekao u seriji.
- Epizoda "Puhalica" (1b) je jedina epizoda dosad u kojoj Spužva Bob ne govori.
- U epizodi "Tražimo kuhara" otkriveno je da su Spužva Bobove prve riječi bile: "Mogu li uzeti vašu narudžbu?".
- Spužva Bob u nekim epizodama pokazuje moć telepatije, što se najviše vidi u epizodi "Vrijeme spavanja".
- U nekim dijelovima videoigre "Stvor iz Rakove poslastice" Spužva Bob ima zelene oči umjesto plavih.
- U mnogim epizodama Spužva Bob je pokazan kao fizički slab. U epizodi "Lovrina teretana" nije mogao podići ni olovku. No, u epizodi "Imaš ča sitnog?" je pokazao veliku snagu.
- Spužva Bob može promijeniti svoje tijelo u stvari poput meduza ili nečeg drugog, što je viđeno u epizodama kao "KopiBob Skenirani" i pogotovo u "Imitacijskom ludilu".
- Spužva Bob je maskota Nickelodeona.
- Spužva Bobova tipična odjeća uključuje osam džepova.
- Spužva Bob se jednako služi objema rukama.[65]
- Spužva Bob je najpopularniji lik Nickelodeona.
- U epizodama poslije pete sezone Spužva Bobov šiljasti nos se spušta kao tužan (u poziciji kao Kalamarkov nos).
- Kad je na plaži, Spužva Bob nosi kupaće gaće; u ranijim epizodama su bile plave, a u novijim su crvene. Jednom su bile narančaste. U nekim epizodama je pak na plaži u svojoj tipičnoj odjeći.
- Iako je često na plaži, Spužva Bob ne zna plivati.[66]
- U epizodi "Voli tu lignju" je otkriveno da je Spužva Bob alergičan na tulipane.
- U epizodi "Ne znaš spužvu" otkriveno je da je Spužva Bobova omiljena boja bež, pupak mu je ispupčen, služi se jednako s dvije ruke, najdraža hrana mu je rakburger, a najdraži sladoled onaj od vanilije.
- Spužva Bob ima sveukupno 40 rupa.
- Spužva Bob se u hrvatskoj sinkronizaciji služi kajkavskim narječjem.

## Pojavljivanja
Spužva Bob se pojavljuje u ama baš svih 385 epizoda serije, te je jedini put da ne kaže išta bilo u epizodi "Puhalica". Unatoč tome, ne pojavljuje se u svim kratkim epizodama, a u nekim normalnim ne igra glavnu ulogu. To su epizode kao "Planktonova armija", "Šoping cura Koraljka", "Ugh", "Novi list", "SB-129" i druge. On se pojavio u najviše epizoda dosad, nakon njega je Patrik, pa Kalamarko, pa g. Kliještić itd.